# Scaramouche (Milhaud)
Scaramouche is een van de bekendste composities van Darius Milhaud, in de versies voor 2 piano's (met opusnummer 165b), voor altsaxofoon en piano of orkest (op. 165c) en voor klarinet en orkest (op. 165d).

## Geschiedenis
De titel doet vermoeden dat Milhaud geïnspireerd werd door het gelijknamige boek Scaramouche van Rafael Sabatini uit hetzelfde jaar dat hij de compositie maakte, maar dat is niet het geval. Ook is gesuggereerd dat het werk geïnspireerd zou kunnen zijn door de persoon Scaramuccia da Forlì, een Italiaan die leefde in de eerste helft van de 15e eeuw. Het stuk dankt zijn naam echter aan het Thèatre Scaramouche in Parijs, geleid door Henri Pascar. Dit theater was gespecialiseerd in kinderproducties. In mei 1937 schreef Milhaud toneelmuziek voor de bewerking van Charles Vildrac van Molières Le médecin volant (De vliegende dokter). Dezelfde zomer stond Milhaud onder druk om een aantal werken te schrijven voor de Wereldtentoonstelling. Hierbij was een verzoek van de gerenommeerde pianiste Marguerite Long voor een stuk voor twee piano's voor twee van haar leerlingen, dat hij niet kon weigeren. Later zou Milhaud toegeven dat hij weinig enthousiast was geweest om dit stuk te schrijven, en dat het hem veel moeite kostte, wat opmerkelijk is voor een componist die zo gemakkelijk schreef. en Milhaud recycleerde twee stukken muziek uit Le médecin volant om de hoekdelen van de suite te vormen, Voor het langzame middendeel nam hij een stuk uit de toneelmuziek geschreven het stuk Bolivar van Jules Supervielle in 1936 (niet te verwarren met Milhauds opera). Voor Milhaud was deze werkwijze nogal gebruikelijk. De première werd gespeeld op 1 juli 1937 door Marcelle Meyer (een oude vriendin van Milhaud) en Ida Jankelevitch.
Scaramouche werd al snel een van Milhauds populairste werken, deels tot teleurstelling van de componist, die vond dit de populariteit ten koste ging van zijn andere composities. Kort na het ontstaan van de oorspronkelijke versie voor 2 piano's, vroeg Milhauds ietwat excentrieke vriend en uitgever Raymond Deiss hem om het werk uit te geven. In die tijd waren de verkopen van bladmuziek nogal bescheiden, waardoor Milhaud probeerde om Deiss af te wimpelen. Gelukkig zette de uitgever door: al in de eerste tien jaar moest het stuk een aantal maal herdrukt worden.

## Delen
Het bestaat uit drie delen:
1. Vif
2. Modéré
3. Brazileira (Mouvement de Samba)

De populariteit van het werk is te danken aan zijn pakkende ritmes en diatonische melodische lijnen. Bitonaliteit, een vast kenmerk van Milhauds stijl, is ook in Scaramouche gebruikt.
De heldere, dartelende opening van Vif — soms bitter met bitonale effecten, maar sterk diatonisch — grijpt de aandacht vanaf het begin. Het lijkt op een valse Parijse straatpiano. Het Modéré is galant, met een rustige vallende beweging die doet denken aan volksmuziek. Het Brazileira lijkt zo uit Milhauds Saudades do Brasil uit 1921 te komen, en lijkt op Braziliaanse volksmuziek; het is een van de stukken van Milhaud die het meest door Zuid-Amerika zijn geïnspireerd.

## Transcripties
In 1939, minder dan twee jaar later, maakte hij een bewerking voor altsaxofoon en orkest (met ook een pianouittreksel) onder opusnummer 165c. Deze versie ging in première in juni 1940 op Radio Paris met Marcel Mule als solist. Milhaud schreef een klarinetconcert voor Benny Goodman dat de klarinettist nooit uitvoerde. Hij speelde daarentegen wel graag de transcriptie van Scaramouche uit 1941 voor klarinet en orkest, op. 165d.
Scaramouche werd ook bewerkt voor vele andere combinaties door andere componisten, waaronder een versie voor altsaxofoon en blaaskwintet, voor drie gitaren, en zelfs een voor 12 of 16 saxofoons. Brazileira, het derde deel, werd bewerkt voor blaasorkest, en Modéré en Brazileira voor viool en piano door Jascha Heifetz.